# Chiesa di San Pietro all'Orto
La ex-chiesa di San Pietro all'Orto è un edificio situato a Massa Marittima.

## Storia e descrizione
La chiesa, edificata nel 1197 dal vescovo Giovanni IV, massetano, è costruita con bozze di travertino squadrate, con un'unica navata sormontata da un tetto a capriate. Stilisticamente possiamo definirla come esempio architettonico di transizione tra romanico e gotico. È compiuta entro il 1273, e nella prima metà del XIII secolo, fino alla costruzione del Duomo, viene utilizzata come cattedrale. In seguito diventa proprietà del Comune che la dona, il 20 febbraio del 1272 all'Ordine degli Agostiniani a condizione che, entro cinque anni, ci costruiscano un convento per i religiosi dell'Ordine. Affrescata nei primi anni del Trecento, di questo ciclo non ci rimangono che due frammenti, stilisticamente appartenenti alla scuola senese.
Nel 1312 in seguito all'edificazione nelle vicinanze della chiesa di Sant'Agostino, la parrocchia di San Pietro all'Orto si sposta nella nuova chiesa. L'edificio viene quindi ceduto alla Compagnia della Madonna del Poggio. Sappiamo che il Comune continua a restaurarlo fino al 1541. Con la liquidazione dell'asse ecclesiastico, nel 1866 la Chiesa di San Pietro all'Orto diventa definitivamente proprietà comunale.
Si ritiene che la nota Maestà di Ambrogio Lorenzetti, conservata dal 2005 nel Museo di arte sacra allestito nelle sale del convento annesso alla chiesa, provenga originariamente proprio da questa chiesa, prima di transitare per qualche periodo nella vicina chiesa di Sant'Agostino.